# Lionel Luckhoo

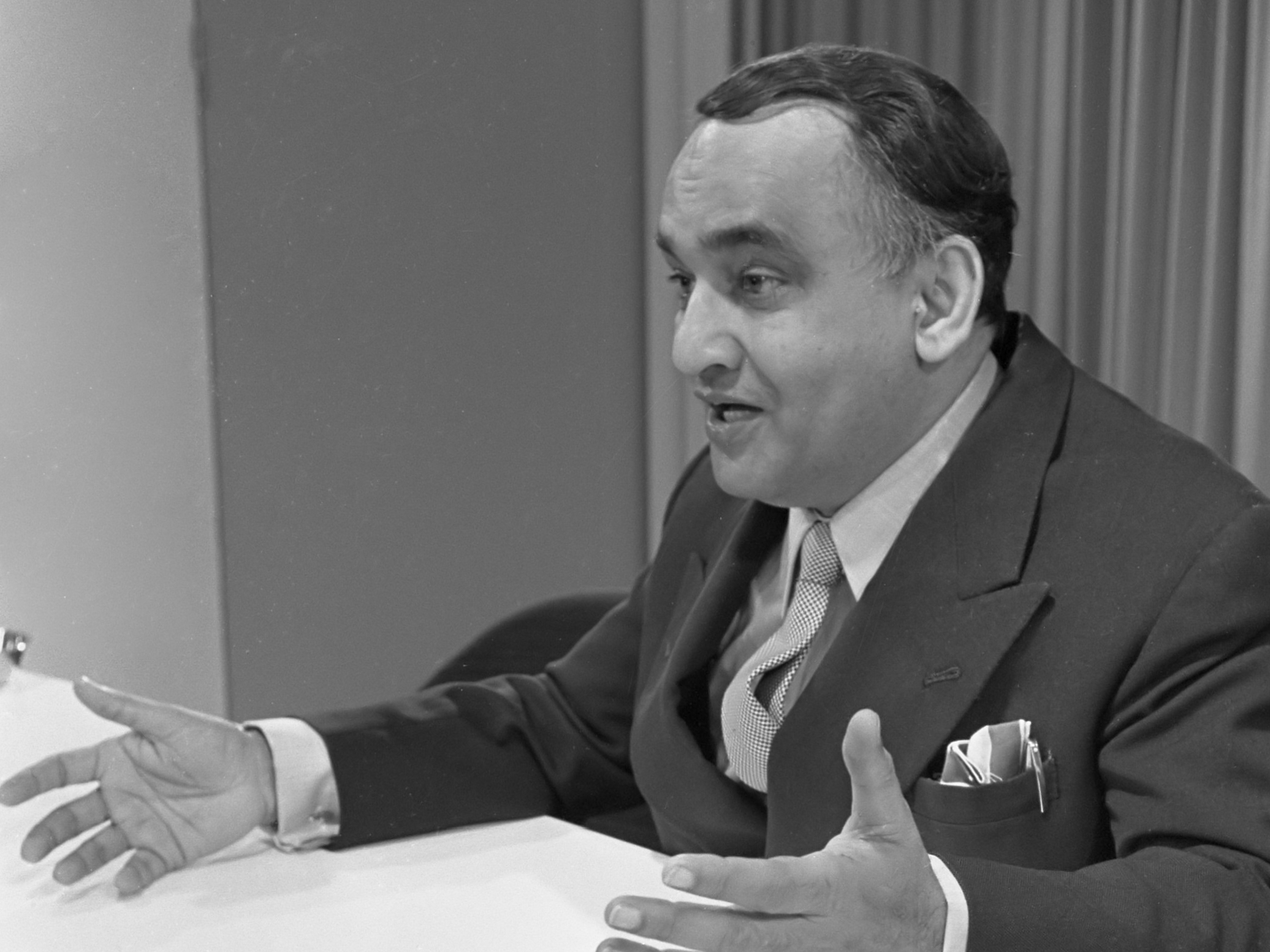
Lionel Luckhoo (1968)

Sir Lionel Alfred Luckhoo KCMG CBE QC (* 2. März 1914; † 12. Dezember 1997) war ein Politiker, Diplomat und bekannter Rechtsanwalt in Guyana, der für 245 erfolgreiche Verteidigungen in Mordprozessen in Folge einen Eintrag ins Guinness-Buch der Rekorde erhielt.

## Leben

### Jugend und Ausbildung
Luckhoo wurde in New Amsterdam, Britisch-Guayana, als eines von fünf Kindern einer prominenten Anwaltsfamilie geboren. Seine Eltern waren Edward Alfred Luckhoo und Evelyn Maude Mungal-Singh, seine Schwestern Ena Luckhoo und Renee Luckhoo und seine Brüder Edward Victor Luckhoo und Claude Lloyd Luckhoo. Beide Brüder wurden ebenfalls Queen’s Counsels; Edward Victor war der letzte Generalgouverneur von Britisch-Guyana.
Luckhoos Großvater, Moses Luckhoo, war einer von vielen Indern, die als indentured labourers für die Zuckerindustrie Mitte des 19. Jahrhunderts nach Guyana kamen. Sein Vater Edward Alfred Luckhoo wurde 1899 der erste indischstämmige Solicitor von Guyana.
Luckhoo erhielt seine Schulausbildung am Queen’s College, Georgetown, Guyana. Anschließend begann er ein Medizinstudium am St Thomas’ Hospital in England, aber bei chirurgischen Eingriffen wurde ihm schlecht. Daraufhin ging er zum Studium der Rechtswissenschaften über und wurde 1940 im Middle Temple als Barrister zugelassen. Kurz darauf verließ Luckhoo England und kehrte nach Guyana zurück. Er eröffnete zusammen mit einem seiner Brüder die Anwaltskanzlei (Solicitor’s practice) Luckhoo and Luckhoo.

### Karriere
Luckhoo führte seine private Anwaltspraxis von 1940 bis 1985 und wurde 1954 Queen’s Counsel. 1990 erhielt er einen Eintrag als „erfolgreichster Anwalt der Welt“ im Guinness Book of Records, nachdem er als Verteidiger bei 245 Mordanklagen in Folge einen Freispruch erreicht hatte (teils erst in der Berufungsinstanz). Er praktizierte auch als Barrister in England und amtierte später als Richter am Obersten Gerichtshof von Guyana.
In Fred Archers Biographie von Luckhoo wird sein Vorgehen beim Plädoyer vor der Jury folgendermaßen wiedergegeben:

„Such dir zwei Personen heraus. Suche den einen, der nickt und dir zuzustimmen scheint; dann such dir einen aus, der sich abwendet, weil du ihn nicht überzeugst. Sprich erst den an, der nickt. Wenn du denkst, dass du ihn komplett gewonnen hast, geh zu dem über, der zweifelnd erscheint. Konzentriere dich auf ihn, schau ihm in die Augen und gib ihm das Gefühl, dass du alles andere ausblendest, um seine Aufmerksamkeit festzuhalten, weil das Leben deines Klienten in seiner Hand liegt und dass er überzeugt werden muss und überzeugt sein sollte, dass dein Mann unschuldig ist und einen Freispruch verdient.“

Luckhoo wurde auch bekannt als der persönliche Rechtsvertreter von Jim Jones. Jones war der Gründer und Anführer der Sekte Peoples Temple. Er hatte Kalifornien in den 1970ern verlassen, um in Guyana die Kommune Jonestown zu gründen. Unter anderem wurde Luckhoo bei einem Rechtsstreit zwischen Jones und zwei früheren Mitgliedern seiner Kommune aktiv, dem Ehepaar Timothy und Grace Stoen, die Jones beschuldigten, ihren Sohn John Victor Stoen widerrechtlich in der Kommune festzuhalten, während Jones behauptete, der biologische Vater von Grace Stoens Kind zu sein. Im August 1977 sprach ein Gericht in Kalifornien den Stoens das Sorgerecht zu. Als sie im Januar 1978 in Georgetown versuchten, ihren Anspruch gerichtlich durchzusetzen, nahm Jones Funkkontakt mit Luckhoo auf und drohte, dass er und die gesamte Kommune samt John Victor lieber gemeinsam Suizid begehen würden, als den Jungen gehen zu lassen. Luckhoo konnte Jones damals von diesem Vorhaben abbringen. Beim Jonestown-Massaker am 18. November 1978 war aber auch John Victor Stoen unter den Toten.

## Politiker und Diplomat
Neben seiner Rechtsanwaltspraxis verfolgte Luckhoo eine politische Karriere. Er wurde Vorsitzender von vier Gewerkschaften, darunter die Manpower Citizens’ Association, und war in den Jahren 1952 und 1953 Abgeordneter im Legislative Council. Er war 1955, 1956, 1960 und 1961 Bürgermeister von Georgetown. Ende der 1950er-Jahre gründete er die konservative Partei National Labour Front, die bei den Wahlen 1957 antrat, aber nur einen Sitz gewinnen konnte. Auch eine Kandidatur Luckhoos als Premierminister blieb erfolglos.
Luckhoo war auch an den Verhandlungen zur Unabhängigkeit von Guayana sowie von Barbados beteiligt. In Großbritannien wurde er zum High Commissioner für Guyana und Barbados ernannt (1966–1970). Zur selben Zeit diente er als Botschafter für Guayana und Barbados in Frankreich, Deutschland und den Niederlanden. Daher wurde er scherzhaft als „der einzige Mann im Britischen Commonwealth of Nations“ bezeichnet, „der zwei Stimmen hatte“ („the only man at the British Commonwealth of Nations who had two-votes“).
Von 1974 bis 1979 war Luckhoo Präsident der Guyana Olympic Association. Er war zudem ein wichtiger Betreiber von Pferderennen in Guayana und besaß selbst mehrere Rennpferde. Ihm gehörten eine Insel und ein Resort-Hotel.

## Familie
Luckhoo war in erster Ehe mit Sheila Chamberlin verheiratet. Mit ihr hatte er zwei Söhne und drei Töchter. Die Ehe wurde 1972 geschieden. Seine zweite Frau war die Genealogin Jeannie Willis Carter.

## Ehrungen
Bei den Birthday Honours 1962 wurde Luckhoo zum Commander des Order of the British Empire (CBE) ernannt. 1966 folgte der Knight Bachelor und 1969 der Knight Commander of St Michael and St George (GBR KCMG).

## Religiöse Überzeugungen
Luckhoo wuchs in einer nur nominell christlichen Familie auf, hatte aber am 7. November 1978 mit 64 Jahren bei einem Treffen der Full Gospel Business Men’s Fellowship International (FGBMFI) ein tiefgreifendes Bekehrungserlebnis. Danach war er in der  evangelikalen Bewegung aktiv. Er gründete Luckhoo Ministries in Fort Worth, Texas, betätigte sich in Guayana, England, Australien und den Vereinigten Staaten als christlicher Wanderprediger, verfasste mehrere Broschüren mit missionarischer Zielsetzung und Titeln wie What is Your Verdict? (Was ist dein Urteil?), The Question Answered: Did Jesus Rise from the Dead? (Die Frage beantwortet: Stand Jesus von den Toten auf?) und The Quran is not the Word of God (Der Koran ist nicht das Wort Gottes) und war Ko-Autor des apologetisch ausgerichteten Roman The Silent Witness (Der stumme Zeuge). Er war ein Vertreter der evidenzbasierten Apologetik und wurde als solcher unter anderem von Lee Strobel gewürdigt.

## Schriften
- The Silent Witness: A Novel (mit John R. Thompson) Nashville: Thomas Nelson, 1995. ISBN 0-7852-8007-3.